# Mikrus
Mikrus Wesolowska, 2001 è un genere di ragni appartenente alla famiglia Salticidae.

## Distribuzione
L'unica specie oggi nota di questo genere è stata rinvenuta in Africa centrale: precisamente, in Kenya e in Uganda.

## Tassonomia
A giugno 2011, si compone di una specie:
- Mikrus ugandensis Wesolowska, 2001[2] — Kenya, Uganda